# جائزة أذربيجان الكبرى 2017
جائزة أذربيجان الكبرى 2017 هو سباق فورمولا 1 أقيم بتاريخ 25 يونيو 2017 في باكو، أذربيجان. كان الثامن من أصل 20 في بطولة العالم لسباقات الفورمولا واحد موسم 2017.